# Konståret 1902

## Händelser

### Okänt datum
- Georges Braque påbörjar sina studier vid Academie Humbert, där han träffar Marie Laurencin och Francis Picabia.
- Den schweiziska konstnären Martha Stettler grundar konstskolan Académie de la Grande Chaumière i Paris.
- Den svenska konstgruppen De Frie bildas.
- Skånska konstnärslaget grundas i Malmö

## Verk
- August Strindberg - Falaise III.
- Carl Larsson ger ut bilderboken Larssons.
- Frank Weston Benson - Eleanor Holding a Shell.
- Gwen John - Self-Portrait (Tate Gallery, London).
- Helen Allingham - View of Blackdown.
- Max Liebermann - Terrasse im Restaurant Jacob in Nienstedten an der Elbe.
- Pablo Picasso - Mötet (De två systrarna).

## Födda
- 16 januari - Helga Elmqvist-Cau (död 1944), svensk konstnär och bokillustratör.
- 25 januari - Albin Amelin (död 1975), svensk konstnär.
- 30 januari - Nikolaus Pevsner (död 1983), tyskfödd brittisk konsthistoriker.
- 1 februari - Vigdis Rojahn (död 1994), norsk tecknare, illustratör och barnboksförfattare.
- 5 februari - Carin Cassel (död 1982), svensk konstnär.
- 20 februari - Ansel Adams (död 1984), amerikansk fotograf.
- 16 februari - Ragnar Sandberg (död 1972), svensk konstnär
- 26 februari - Jean Bruller (död 1991), fransk illustratör.
- 27 februari - Ľudovít Fulla (död 1980), slovakisk målare, grafisk formgivare, illustratör, scenografisk designer och konstlärare.
- 3 mars - Isabel Bishop (död 1988), amerikansk målare och grafisk formgivare.
- 13 mars - Hans Bellmer (död 1975), tysk-fransk konstnär.
- 30 mars - Liss Sidén (död 1975), svensk konstnär.
- 1 april - Folke Andréasson (död 1948), svensk målare.
- 2 april - Jan Tschichold (död 1974), tysk typografiker, bokdesigner och lärare.
- 24 april - Åke Göransson (död 1942), svensk konstnär
- 24 april - Märta Bolin-Clason (död 1988), svensk konstnär.
- 2 maj - Eva Billow (död 1993), svensk konstnär, illustratör, författare och serieskapare.
- 24 maj - Sylvia Daoust (död 2004), kanadensisk skulptör.
- 5 juli - Tora Oldenburg (död 1983), svensk keramiker
- 18 augusti - Adamson-Eric (död 1968), estnisk konstnär.
- 25 augusti - Gueye Rolf (död 1973), svensk konstnär och kostymtecknare.
- 29 augusti - Bertil Almqvist (död 1972), svensk barnboksförfattare, illustratör och tidningstecknare,
- 18 september - Pietro Pezzati (död 1993), amerikansk målare.
- 28 september - Sven Jonson (död 1981), svensk surrealistkonstnär, medlem av Halmstadgruppen.
- 10 oktober - Dick Ket (död 1940), nederländsk målare.
- 4 november - Pierre Edouard Leopold Verger (död 1996), fransk fotograf och etnograf.
- 11 november - Ernő Goldfinger (död 1987), brittisk arkitekt och möbeldesigner.
- 2 december - Wifredo Lam (död 1982), kubansk konstnär.
- 9 december - John Willie (död 1962), amerikansk fetischkonstnär och fotograf.
- 11 december - Arne Ungermann (död 1981), dansk illustratör och barnboksförfattare.
- 30 december - Ivar Lindekrantz (död 1981), svensk bildhuggare.
- okänt datum - Peter Pitseolak (död 1973), inuitisk fotograf, konstnär och historiker.
- okänt datum - Lee Gatch (död 1968), amerikansk målare och muralmålare.
- okänt datum - Kenzo Okada (död 1982), amerikansk målare.
- okänt datum - I. Rice Pereira (död 1971), amerikansk målare.
- okänt datum - Isaac Soyer (död 1981), amerikansk målare.

## Avlidna
- 24 januari – Anders Kallenberg (född 1834), svensk målare.
- 18 februari – Albert Bierstadt (född 1830), tysk-amerikansk målare.
- 10 april – Pontus Fürstenberg (född 1827), svensk konstmecenat.
- 12 april - Ernest Gambart (född 1814), engelsk konsthandlare.
- 15 april – Jules Dalou (född 1838), fransk skulptör.
- 11 juni – Otto Eckmann (född 1865), tysk målare och grafiker.
- 8 augusti - John Henry Twachtman (född 1853), amerikansk målare och medlem av Cos Cob Art Colony
- 8 augusti – James Tissot (född 1836), fransk målare och illustratör.
- 7 december – Thomas Nast (född 1840), tysk-amerikansk karikatyr- och satirtecknare.